# Parole (Strafrecht)

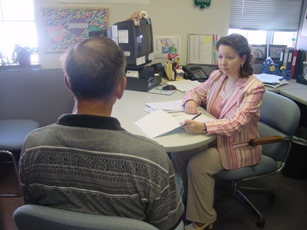
Eine Bewährungsbeamtin des Missouri Department of Corrections befragt einen Bewährungshäftling wegen eines Drogendelikts

Parole bedeutet im US-amerikanischen Strafrecht die Aussetzung des Strafrestes zur Bewährung. Davon zu unterscheiden ist die Verurteilung zu einer Bewährungsstrafe (Probation).
Im Strafurteil wird bestimmt, ob der Verurteilte die Möglichkeit der vorzeitigen Entlassung erhalten bzw. für welche Dauer er in jedem Fall inhaftiert werden soll. Nach Ablauf dieser Zeit kann eine Parole beantragt werden. Darüber entscheidet eine bei der Regierung des jeweiligen Bundesstaates angesiedelte Bewährungskommission (parole board), welche die Führung im Gefängnis, die Aussicht auf Wiedereingliederung sowie eine eventuell anhaltende Gefährdung durch den Verurteilten berücksichtigt. 
Die Parole entspricht damit einer vorzeitigen Haftentlassung auf Bewährung im deutschen Strafrecht, die gem. § 57 StGB bei einer zeitigen und gem. § 57a, § 57b StGB bei einer lebenslangen Freiheitsstrafe möglich ist. Auch in den Vereinigten Staaten kommt eine Strafaussetzung durch das Parole Board bei einer Verurteilung zu lebenslanger Haft in Frage. Ein prominentes Beispiel ist Jens Söring.

## Belege
1. ↑  Difference Between Probation and Parole. In: criminal-law.freeadvice.com. Abgerufen am 31. März 2019.
2. ↑  Henning Schaum: Strafzumessung im US-Prozess – Ein Überblick. German American Law Journal, 15. März 2010.